# فرنسيس جاكسون
فرنسيس جاكسون (بالإنجليزية: Francis Jackson)‏ هو سياسي أمريكي، ولد في 1789، وتوفي في 1861.

## معرض صور

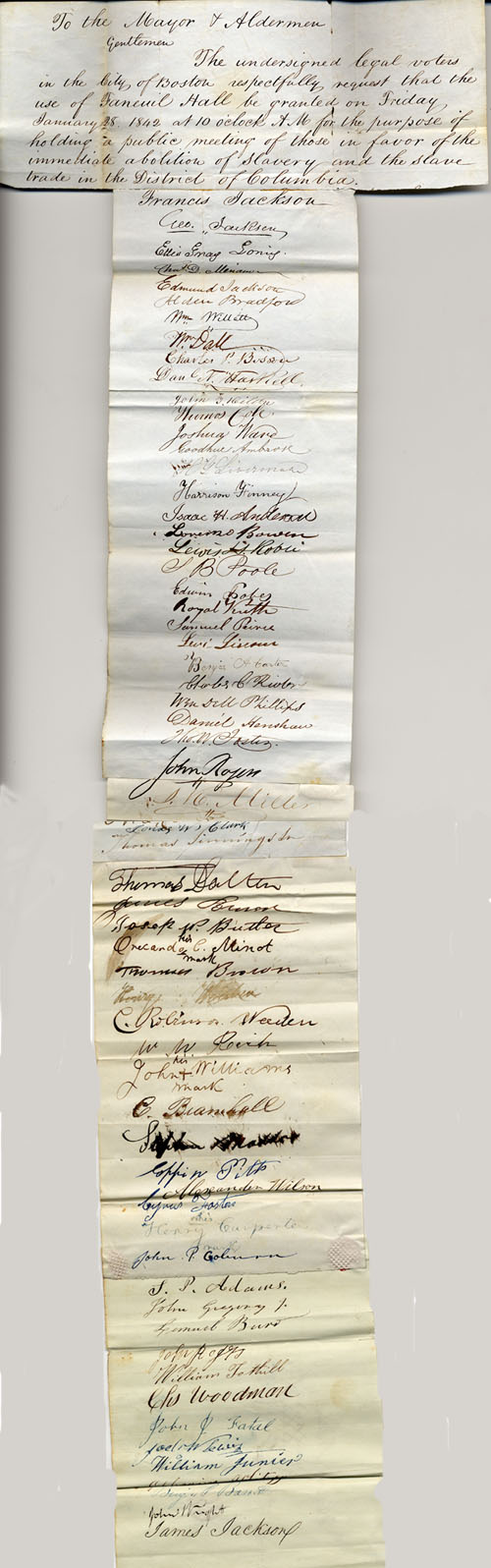
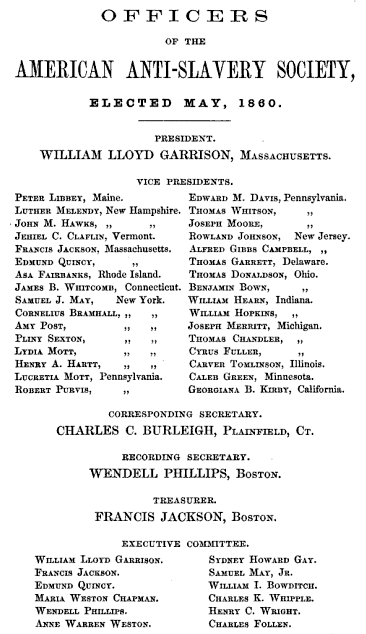
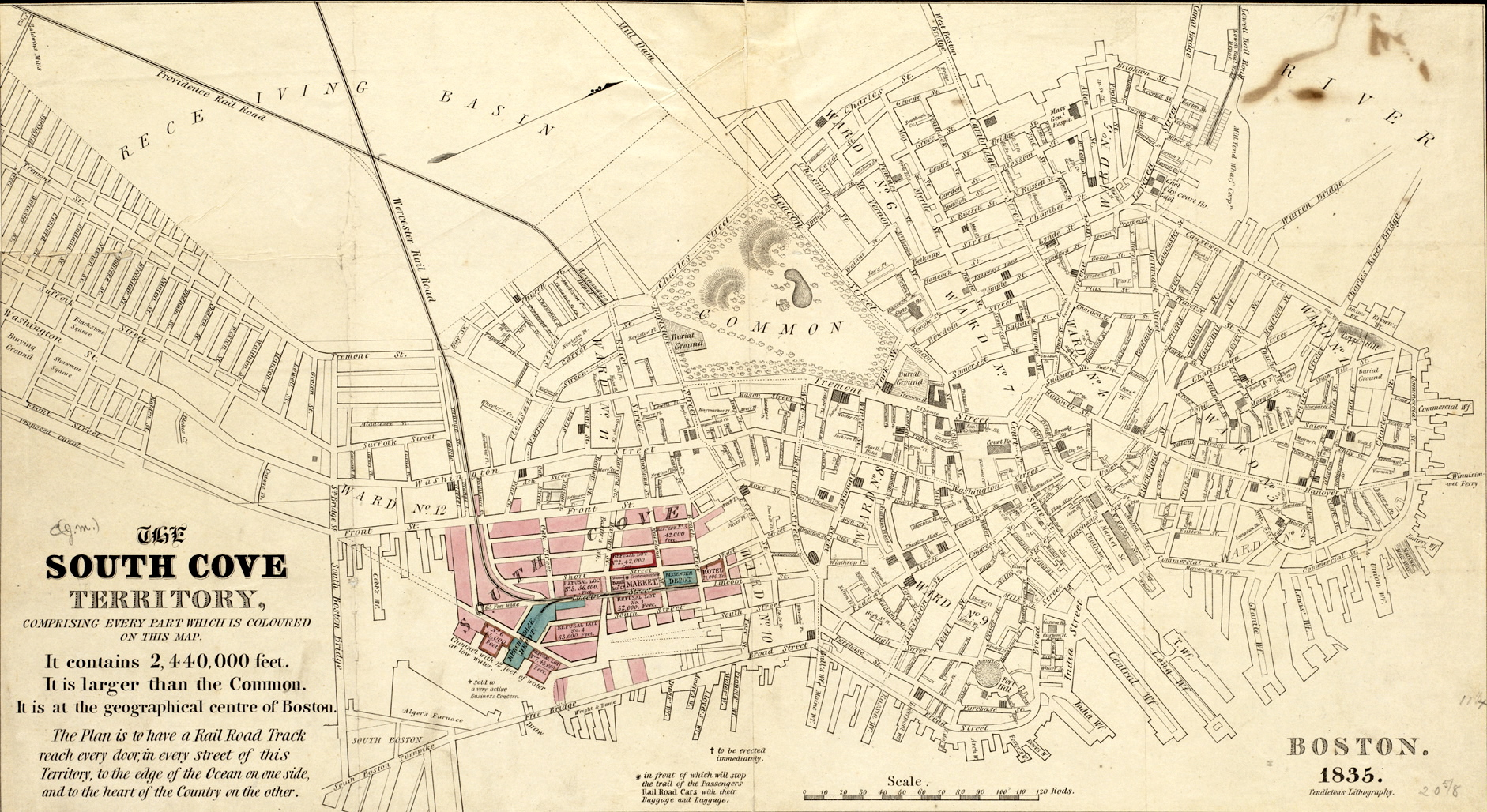
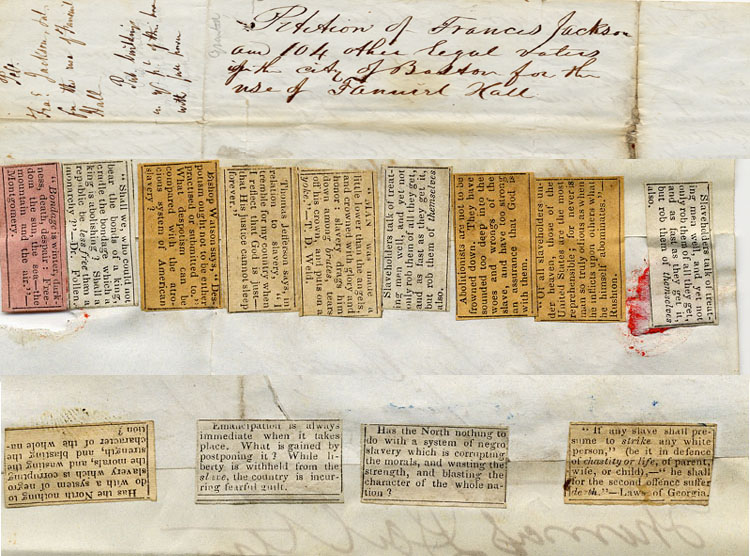
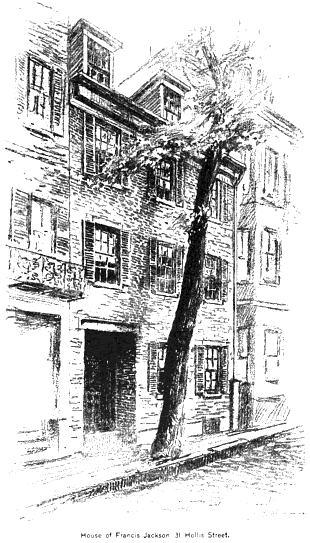
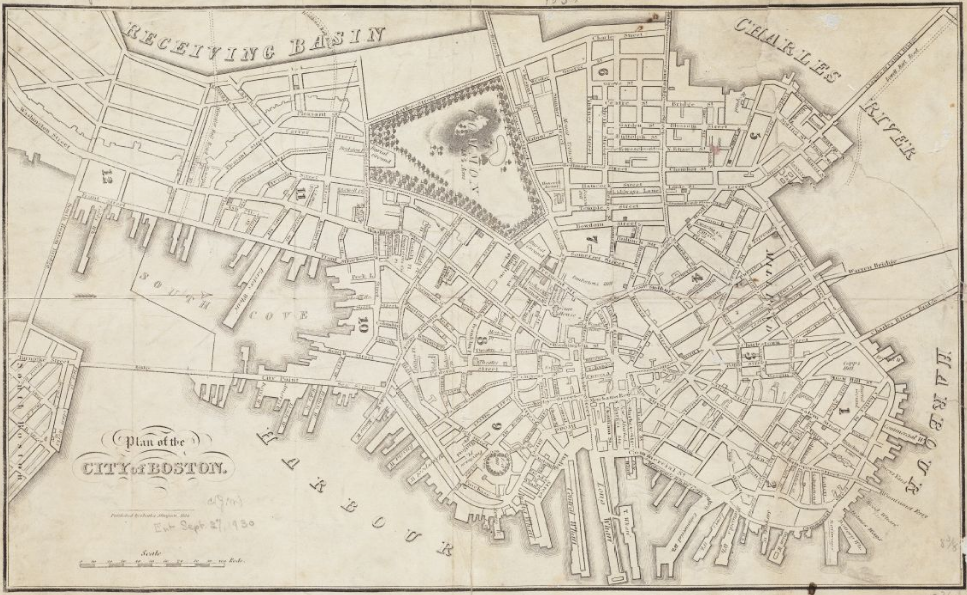